# Lagoa Santa
Lagoa Santa est une municipalité du Brésil située dans la Région métropolitaine de Belo Horizonte dans l'État du Minas Gerais.
Lagoa Santa a une altitude de 800 mètres et une superficie de 231,9 km².
Sa population était de 47 287 habitants en 2008.
Lagoa Santa est localisée à 35 kilomètres de Belo Horizonte, à 776 km de Brasília, à 553 km de Rio de Janeiro et à 641 km de São Paulo.

## Économie
Une usine aéronautique a été construite entre 1940 et 1943 dans cette ville. Elle produisit 81 NA 119, une des versions du North American T-6 Texan, soit 61 avions en pièces détachées et 20 fabriqués sous licence, avec une incorporation croissante de pièces locales. Ces avions entrèrent en service dans la Force aérienne brésilienne entre mars 1946 et juillet 1951. L'usine, sous le nom de parc aéronautique de Lagoa Santa, assure de nos jours les grandes visites des avions de la FAB. 

## Maires
| Période | Période | Identité                      | Étiquette | Qualité |
| ------- | ------- | ----------------------------- | --------- | ------- |
| 2009    | 2012    | Rogério César de Matos Avelar | PPS       |         |